# 马约翰
马约翰（1882年—1966年10月31日），男，福建厦门人，中国运动员、体育理论家和体育教育家，清华大学教授，并长期任体育部主任。曾任远东奥林匹克运动会选拔委员会委员、田径委员会主席兼足球、运动法委员和全国选手总教练，中华全国体育总会主任，国家体委委员，全国人大代表，全国运动会总裁判等职务。他一生积极倡导、热情指导体育锻炼，为人师表、德高望重并广受尊敬。著有《体育的迁移价值》、《我们对体育应有的认识》等论著。被誉为“中国体育界的一面旗帜”。

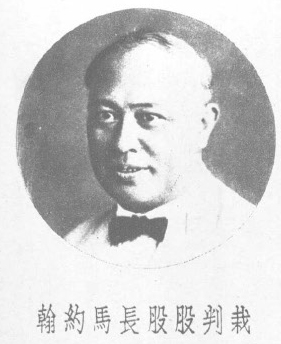

根据马约翰自己写的到春田学院的申请信和1919年入境美国的记录他生于1888年十月。

## 生平

### 幼年
马约翰出生於厦门鼓浪嶼，三岁丧母，七岁丧父，与其兄相依为命。幼时喜好玩耍，从而得到全面锻炼，身体健康。

### 少年
因家境贫寒，13岁入私塾读书，活泼好动。18岁时到上海读中学，22岁考入上海圣约翰大学预科，两年后升本科学习理科，最后一年学医科。 为该校网球、田径、足球、棒球等项目的主力队员。

### 职业生涯
民国3年（1914年）应聘至清华学校，最初任化学系助教，后因关心学生体育运动，强调“健身与励志相结合”，得到校长周诒春赏识，受聘为体育帮教，三个月后，即被学校推为北京体育协进会的代表并被举为评议员。后升任清华大学教授、体育部主任并直至病逝。
民国8年（1919年）5月，作为评选委员会委员，他参加了在马尼拉举行的第四届远东运动会。
同年，马约翰利用公假到国际顶尖体育院校美国春田学院进修体育教育，进行学习和考察。翌年，在他的毕业论文《体育历程十四年》中他忧虑地指出中国迫切地需要体育。
民国14年（1925年），他第二次赴美春田学院攻读硕士，所写论文《体育的迁移价值》阐述了体育重要的教育作用。
回国后，担任美国春田大学在中国的委托介绍人至1936年。
民国25年（1936年）任中国体育代表团总教练，与王正廷共同带领中国队参加了在柏林举行的第十一届夏季奥林匹克运动会。在此次盛会上，中国人第一次集体向世界展示了自己的精神和风采。利用这次机会，马约翰顺路到欧洲和苏联进行考察和讲学，进一步充实自己。马约翰下了一番工夫，根据中国人的体质情况和特点，编写了近百套的徒手操和拉力器训练法。
抗战时期随学校南迁至长沙，在南京沦陷后长沙临时大学的抗日誓师大会上，激发同学们从军参战。后转移至昆明于西南联大任教，生活十分艰苦。国民政府在四川江津成立了一所体育专科学校，高薪聘他担任校长。但他不为名利心动，婉拒了教育部的好意，继续在昆明过着清苦的教员生活，这在当时的教育界和体育界都被传为佳话。
1949年曾任美国体育研究会会员。 
中华人民共和国成立后，除了在学校教学外，马约翰依然积极投入到中国的体育事业中。1949年10月和1952年6月，他两次当选为任中华全国体育总会主任，1953年9月，中央人民政府任命他为国家体委委员，1954年9月，当选为第一届全国人大代表，1956年10月，当选为全国体育总会主席，并担任了第1届和第2届全国运动会总裁判等职务。
1966年10月31日凌晨，马约翰因心脏病逝世于北京阜外医院，享年84岁。

## 家庭
儿子马启伟。

## 影响

### 清华大学
马约翰由于长期在清华任职，是清华大学最负盛名的体育精神人物。由于学校受中国传统儒学影响重知识轻体育，学校不得已采取某些强制锻炼措施，但收效甚微。是马约翰将体育运动的精神带给了清华，马约翰按照规定每天下午从清华学堂和其他教学楼中轰赶闷头读书的同学出来锻炼身体的故事至今已传为佳话，并激励着清华学生每天下午五点在各个操场进行跑步等锻炼活动，从而形成了清华的一个传统。在马约翰和各有关人士的支持下，学校还规定学生必须在体育方面达到“五项测验”及格才能毕业以及出国留学，由马亲自主持测验，严格把关。
每年一度的清华大学校运动会即以马约翰命名为清华大学“马约翰杯”体育运动会。
在清华园里，马约翰教授与梅贻琦校长、蒋南翔校长，朱自清教授、闻一多教授、叶企孙教授、梁思成教授等人并列。
从1914年进入校园起，他已在清华为祖国健康工作了整整52年。故在清华，有“为祖国健康工作五十年”的口号激励晚辈。
此外，清华大学附属中学1986年起针对有体育特长、有培养前途的中学生开办马约翰体育特长班，简称“马班”。

### 全国

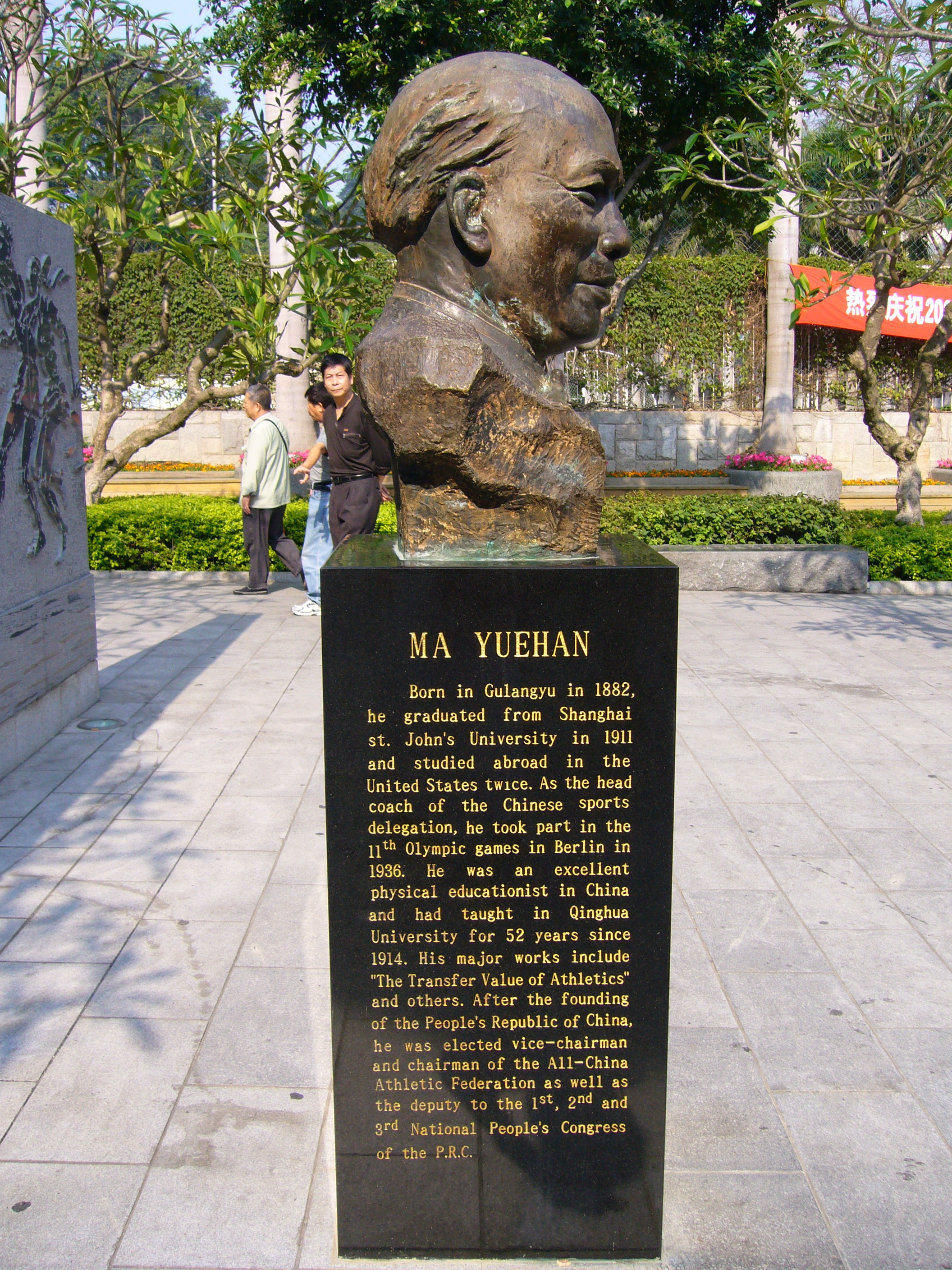
鼓浪屿马约翰铜像

民国初期，体育场秩序和运动员道德都不大好，而马约翰在他所主持的体育活动中，对于运动员在思想品质和道德作风方面，有很严格的要求，希冀由自身做起，改变不良之风。
马约翰教授树立了坚持体育锻炼的典范，毛泽东曾经称赞他是“新中国最健康的人”。
現時在鼓浪嶼上建有馬約翰廣場。

## 荣誉
- 光绪31年（1905年）曾代表中国获“上海万国田径运动会”（由境内国人与外侨参与）一英里赛冠军。
- 宣统2年（1910年）代表上海赴南京参加第一届全国运动会，获学校组880码赛跑冠军。

## 轶闻
- 马约翰重视体育的思想，最初只是出于朴素的爱国主义：“清华每年要送100名学生去美国学习，被派送的学生在身体方面也应该像样一点，总不能把帝国主义蔑称的所谓“东亚病夫”送去吧！”[8]
- 1928年清华新任校长罗家伦轻视体育，认为体育无须教授一职，将马改称为训练员并降薪。同仁们劝他另谋高就，而马约翰放不下他协助创建的体育部，坚持留在清华。不久，他带领清华足球队到天津夺得了华北足球赛的冠军，学生燃放爆竹热烈欢迎，并把马约翰从西校门抬了进来。罗家伦见此情景，改变了观念，马上恢复马约翰原职原薪，而且还送给他一个银杯[9]。
- 学者梁实秋、吴宓都曾在清华大学因体育成绩未达标而被马约翰扣留，直至达标后才准毕业。
- 清华校队在马教授的带领下不仅水平高，而且风格好。外校在比赛中常由于妒忌引发争斗。马约翰即把北大、燕大、师大和辅大的体育教师请来，与清华一起研究体育道德与体育风尚，之后北京五大学联合成立了体育会，使比赛秩序井然而各校水平得以提升。
- 马约翰曾对周恩来总理说：“我要活到150岁，为祖国体育工作终生奋斗”[9]。
- 1958年，76岁高龄的马约翰和土建系的一位中年教授合作，轻松地夺得北京市网球双打冠军，首创了76岁老人达到一级运动员标准的纪录[1]。